# Vyřazovací systém

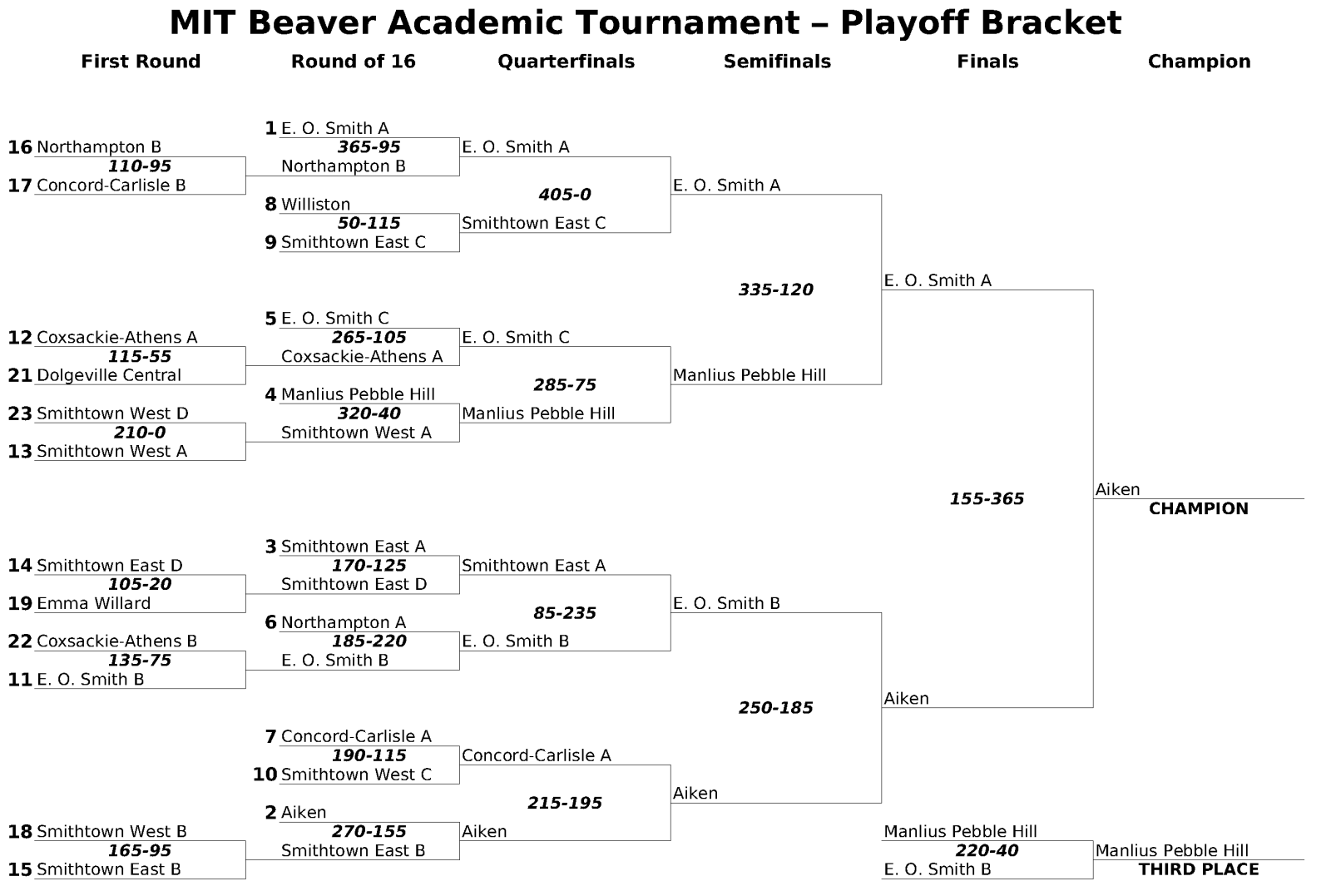
Příklad rozpisu utkání v turnaji s vyřazovacím systémem

Vyřazovací systém je běžně užívaným typem rozpisu utkání turnajů v mnoha sportech nebo hrách, např. tenisu, boxu či fotbalu. Rozpis utkání je obvykle znázorňován pomocí grafu, kterému se slangově říká pavouk, protože má mnoho větví, které se postupně slučují a vedou směrem k poslednímu zápasu, finále. Dva zápasy předposledního kola se nazývají semifinále, předchozí čtyři zápasy čtvrtfinále a osm zápasů kola čtvrtého od konce osmifinále. Kola sehraná před začátkem vlastního turnaje se obvykle označují jako předkola.
Turnaje hrané tímto systémem se často označují slovem pohár.

## Tvorba párů pro zápasy
Principem vyřazovacího systému je co nejrychleji vyřadit všechny účastníky turnaje kromě vítěze.
Do prvního kola jsou účastníci buď nalosováni, nebo určeni podle nějakého klíče, obvykle výkonnostního. Do dalšího kola postupují jen vítězové předchozích kol. Žádný zápas tedy nemůže skončit remízou.
Běžné je také nasazování, tedy takové umístění vybraných hráčů do rozpisu, které zajistí, že „papírově“ nejlepší dva účastníci se setkají až ve finále, až v semifinále se mohou setkat první čtyři atd… Dalším běžným zvýhodněním některých účastníků je jejich umístění až do některého z dalších kol turnaje, což zajistí, že zvýhodnění účastníci nebudou hrát proti příliš slabým, což je obvykle neatraktivní. Nasazení hráčů bývá určeno podle jejich umístění v některém ze výkonnostním žebříčků, například ATP, nebo výsledků v předcházející části turnaje, například základní části hrané systémem každý s každým.
V případech, kdy z nějakého důvodu má jeden z hráčů v zápase nějakou výhodou (bílá barva kamenů v šachu, domácí prostředí ve fotbale), mohou se hrát v rámci jednoho kola dva nebo i více zápasů tak, aby danou výhodu mohli využít oba účastníci. Výsledek kola je pak určen na základě obou těchto utkání.

## Konečné výsledky
Výsledky turnaje nejsou zcela jednoznačné. Jisté je, že vítěz jako jediný vyhrál všechna svá utkání. Poražení semifinalisté se buď dělí o třetí místo (jako v boxu), nebo sehrají dodatečné utkání. O další místa se většinou buď nerozhoduje, nebo je určí nějaké pomocné hodnocení.
Například ve sportovním lezení na rychlost: čas — závodníci se nejprve rozřadí v kvalifikaci a poté postupují nejlepší (s nejhorším) do osmifinále či čtvrtfinále, prohrávajícím v duelech zůstává předchozí pořadí.

## Analýza, výhody a nevýhody
Velkou výhodou vyřazovacího systému je, že vítěz musí jako jediný vyhrát všechna svá utkání a je tedy jednoznačný. Ale už druhé místo je diskutabilní, protože druhý nejlepší účastník turnaje nemusí být poraženým finalistou, ale mohl podlehnout vítězi turnaje dříve než ve finále. Další velkou výhodou je atraktivita, neboť vyřazovací turnaj ke konci graduje a vítěz je znám až po posledním utkání.
K určení vítěze systém v základní podobě potřebuje {\displaystyle \left\lceil \log _{2}(n)\right\rceil } kol, kde {\displaystyle n} je počet účastníků. Pokud je počet účastníků jiný než mocnina dvojky, je první kolo neúplné, někteří nastupují rovnou do druhého kola. Celkový počet zápasů je pak {\displaystyle n-1}. Například pro 128 účastníků tedy stačí pouhých 7 kol a 127 zápasů (porovnej se systémem každý s každým, který potřebuje 127 kol s 8128 utkáními). Nevýhodou tohoto systému je, že první kola sestávají ze značného množství zápasů (v případě 128 účastníků se v prvním kole hraje 64 utkání), takže je pro ně potřeba buď vzhledem k délce turnaje poměrně dlouhá doba nebo dostatek hracích prostor, které ale po zbytek turnaje zůstanou nevyužité.
Nevýhodou vyřazovacího systému také je, že žádný účastník před turnajem neví, kolik utkání bude hrát, i když ví, že jich maximálně bude jako kol turnaje.
Problematické také může být počáteční obsazení jednotlivých větví turnaje. Tomu se dá bránit pomocí nasazování lepších účastníků tak, aby brzo nehráli proti sobě, nebo jejich automatickému delegování do pozdějších fází turnaje. Protože i tak může být určení soupeřů v prvním kole sporné, přistupuje se někdy k předturnajům, obvykle označovaným jako základní skupiny, ve kterých se obvykle hraje systémem každý s každým, a které určí, kdo s kým bude hrát ve vyřazovací části turnaje (play-off).
Důležitým rysem vyřazovacího systému je nemožnost napravit chybu udělanou v některém ze zápasů, takže i velmi dobrý účastník může v turnaji již velmi brzo skončit, za což je systém často kritizován jako nespravedlivý. Proto se v mnoha soutěžích vyřazovací boje hrají na několik (obvykle dva až čtyři) vítězných zápasů. Této nevýhodě se lze také vyhnout při použití vyřazovacího systému na dvě porážky, který účastníky z turnaje vyřazuje až po dvou porážkách.

## Terminologie soutěžních kol
Závěrečný zápas o celkové vítězství v turnaji se nazývá finále. Dvěma utkáním, ze kterých se do finále postupuje, se říká semifinále, a do nich se zase postupuje ze čtyř čtvrtfinálových zápasů. Na některých turnajích spolu hrají poražení semifinalisté i takzvané utkání o třetí místo.
| Název fáze  | Počet zápasů | Počet účastníků | O co se hraje         |
| ----------- | ------------ | --------------- | --------------------- |
| finále      | 1            | 2               | celkové vítězství     |
| semifinále  | 2            | 4               | postup do finále      |
| čtvrtfinále | 4            | 8               | postup do semifinále  |
| osmifinále  | 8            | 16              | postup do čtvrtfinále |

Obdobným způsobem se dají tvořit názvy i pro dřívější fáze turnaje jako „šestnáctifinále“, „dvaatřicetifinále“ a podobně. V praxi se ale tyto termíny příliš nepoužívají. Například fotbalový Pohár FAČR nebo tenisové turnaje v Česku označují úvodní fáze turnaje pomocí řadové číslovky jako „1. kolo“, „2. kolo“ atd. a od tohoto číslování upouštějí až ve fázi s opravdu zažitým názvem, jako je osmifinále nebo čtvrtfinále. Nevýhodou tohoto přístupu je, že z čísla kola nelze určit, jak daleko je od finále, pokud neznáme celkový počet kol turnaje. Dočteme-li se například, že sportovec vypadl na nějakém turnaji ve 2. kole, bez dalšího kontextu nepoznáme, jak daleko měl k celkovému vítězství. Tento problém lze řešit označováním jednotlivých fází podle počtu účastníků, například „nejlepších 32“, „nejlepších 64“ atd. Takové označování může být zase problematické například na turnajích, kde má 1. kolo menší počet účastníků, než by byla odpovídající mocnina dvou, a někteří účastníci jsou nasazeni rovnou do 2. kola.